# Олеша (Тернопольская область)
Олеша (укр. Олеша) — село в Монастырисской городской общине Чортковского района Тернопольской области Украины.
До 2020 года входило в Монастырисский район.
Согласно Распоряжению Кабинета Министров Украины от 12 июня 2020 года № 724-р «Об определении административных центров и утверждении территорий территориальных общин Тернопольской области» вошло в состав Монастыриской городской общины.
Население по переписи 2001 года составляло 363 человека. Почтовый индекс — 48323. Телефонный код — 3555.

## История
Вблизи Олеши обнаружены археологические памятники древнерусской культуры.
Упоминается село 7 мая 1438 года в книгах галицкого суда.
Первое письменное упоминание — 1448 год.
В налоговом реестре 1515 года в селе Holyesze документируется поп (следовательно, уже тогда была церковь) и 4 ланb (около 100 га) обрабатываемой земли и ещё 2 поля временно свободной.
Действовали «Просвiта» и другие украинские общества.
В течение 1962—1966 село принадлежало к Бучацкого района. После ликвидации Монастыриского района 19 июля 2020 года село вошло в Чертковский район.

## Достопримечательности
- Церковь Св. Архистратига Михаила (1800, каменная, отстроенная 1926),
- Фигура «Божьей Матери».

Сооружен памятник воинам-односельчанам, павшим в Великой Отечественной войне (1985 год), насыпана символическая могила УСС (1991 год).

## Социальная сфера
Работают СОШ 1-2 ступ, клуб, библиотека, ФАП, ПАП «Нива»